# Republika Rhodesie
Rhodesie (anglicky Rhodesia, (UK /roʊˈdiːʃə/; US /roʊˈdiːʒə/),), oficiálně Republika Rhodesie, byl mezinárodně neuznaný stát, který vznikl jednostranným vyhlášením nezávislosti na Velké Británii 11. listopadu 1965. Roku 1979 byl přejmenován na Zimbabwe Rhodesii ve snaze zklidnit černošské povstání. Po celou dobu existence Spojené království považovalo Republiku Rhodesii za vzbouřenou kolonii a referovalo o ní pod názvem Jižní Rhodesie. Stát byl pojmenován po Cecilu Rhodesovi, majoritnímu akcionáři Britské Jihoafrické společnosti, z jejíž iniciativy byla tato oblast kolonizována.
Tento vnitrozemský stát sousedil s Jižní Afrikou na jihu, Botswanou na jihozápadě, Zambií na severozápadě a Mosambikem na východě. Státu vládla až do roku 1979 bílá minorita, která praktikovala obdobu jihoafrického apartheidu. Nespokojenost černochů vyústila v roce 1972 v občanskou válku, za jejíž definitivní vítěze lze označit právě černochy.
Rhodesie byla parlamentní demokracií, přičemž hlasy byly přepočítávány tak, aby většinu v dvoukomorovém parlamentu měli bílí.

## Mezinárodní vztahy
Spojené království zákonem Southern Rhodesia Act 1965 formálně zneuznalo veškeré rhodeské vládní instituce a zároveň rozhodlo, že nebude uznávat její pasy. V roce 1966 bylo rozhodnuto uznávat pouze ty pasy, které byly vydány před rokem 1965 a je v nich napsáno Jižní Rhodesie.
Jihoafrická republika, v té době praktikující apartheid a řešící podobné problémy jako Rhodesie, v občanské válce dodávala logistickou podporu a zároveň se jihoafrická vojska, zejména letectvo, účastnilo akcí rhodeské armády vůči komunistickým povstaleckým a partyzánským skupinám sponzorovanými státy z Východního bloku a Číny, které v Rhodésii od roku 1964 a později i z Mosambiku podnikaly bojové akce, jak vůči autoritám, tak proti civilnímu obyvatelstvu zejména z řad farmářů. Dne 3. září 1978 byl sestřelen civilní letoun Vickers Viscount 782D společnosti Air Rhodesia Zimbabwskou lidovou revoluční armádou (ZIPRA). Kvůli mezinárodnímu tlaku byla vojenská pomoc Rhodesii v roce 1978 zastavena, což byl jeden z nejzásadnějších obratů občanské války.
Portugalsko mělo s Rhodesií navázané diplomatické styky. Ačkoliv Rhodesii nikdy plně neuznalo, António Salazar pozval do Lisabonu rhodeské diplomaty a také dovolil využívat přístavů v tehdejší portugalské kolonii Mosambik. Diplomatické styky byly přerušeny svrhnutím portugalského autoritářského režimu v roce 1974. Export přes Mosambik se zastavil v roce 1977, kdy se v něm komunisté pokusili o převrat, což vyústilo ve vleklou občanskou válku.
Spojené státy Rhodesii neuznaly, ale ve Washingtonu byl přítomen rhodeský velvyslanec. Ten působil v rámci „informační kanceláře“, která ale neměla status ambasády.
Zambie Rhodesii nikdy neuznala. Nicméně s ní musela navázat pragmatickou spolupráci vzhledem k tomu, že přes Rhodesii vede železnice k oceánu, na které byla Zambie životně závislá.